# 가족 (1976년 영화)
"가족"은 1976년에 개봉한 대한민국의 영화이다.

## 캐스팅
- 최불암
- 도금봉
- 윤미라
- 윤양하
- 김상순
- 이한조
- 남수정
- 홍윤정
- 이현숙
- 석인수
- 추봉
- 박종설
- 이정금
- 임성호
- 이난용
- 김혜인